# كريم (اسم)
كريم هو اسم علم مذكر عربي، وهو صفة مشبهة، يعني : السخيّ، المعطاء، محبّ الخير، الأصيل، النجيب. وإذا سبقه ال التعريف صار الاسم من صفات الله الحسنى، وورد في قوله تعالى: ﴿فَتَعَالَى اللَّهُ الْمَلِكُ الْحَقُّ لَا إِلَهَ إِلَّا هُوَ رَبُّ الْعَرْشِ الْكَرِيمِ ۝١١٦﴾ (سورة المؤمنون، الآية 116). يستعمل الاسم وينتشر في البلدان العربية وبين الشعوب الإسلامية.

## شخصيات معروفة تحمل الاسم
كريم بنزيما